# Protium icicariba
Protium icicariba is een plantensoort uit de familie Burseraceae. Het is een grote, zeer elegante en zeer aromatische boom. De boom heeft gesteelde en oneven geveerde bladeren die bestaan uit 3 tot 5 langwerpige leerachtige en toegespitste gesteelde blaadjes. De bloemen zijn hermafrodiet en gerangschikt in eenvoudige trossen die bestaan uit meestal witte maar soms ook van groenachtig gele tot donkerpaarse bloemetjes. De vrucht is een leerachtige, eivormig-schuine steenvrucht. Deze is groen aan de buitenkant en bevat 4 tot 5 zwarte zaden in een wit aromatisch vruchtvlees.
De soort komt voor in Venezuela en Brazilië, waar hij voorkomt in de oostelijke staten Espírito Santo en Rio de Janeiro.
De boom wordt uit het wild geoogst vanwege de eetbare vruchten, de geurige hars en het hout. De aromatische vruchten zijn rauw eetbaar en uit de zaden wordt een aangenaam smakende vette en heldere olie geperst. Deze eetbare olie wordt soms voorgesteld ter vervanging voor olijfolie. 
Verder heeft de boom ook medicinale eigenschappen. De wortelschors heeft een zuiverende werking. De bladeren en de schors worden gebruikt bij de behandeling van huidproblemen, die veroorzaakt worden door parasitaire wormen uit het geslacht Filaria of de zandvlo. De zachte hars uit de boom helpt tegen reuma, is bloedstelpend en wordt gebruikt om kiespijn te verzachten. Wanneer de hars gemengd is met pigment van de orleaanboom vormt dit een nuttige zalf voor houtbewerkers die deze gebruiken als een preventief middel tegen huidontstekingen die veroorzaakt worden door irriterende houtsoorten. 
Een hars van goede kwaliteit wordt verkregen uit de stengels. Deze hars staat bekend als Elemi van Brazilië. Uit deze hars wordt een etherische olie gewonnen. Het roodachtig-witte hout wordt gebruikt in de bouw, als timmerhout en in de meubelmakerij.

## Variëteiten
- Protium icicariba var. glabrescens Engl.
- Protium icicariba var. icicariba
- Protium icicariba var. talmonii Daly